# Ján Švehlík
Ján Švehlík (* 17. Januar 1950 in Lovča) ist ein ehemaliger slowakischer Fußballspieler und -trainer. Mit der Tschechoslowakischen Nationalmannschaft wurde er 1976 Europameister. Seit 2005 ist er Sportdirektor des ŠK Slovan Bratislava, des Klubs, bei dem er den Großteil seiner aktiven Karriere verbrachte.

## Vereinskarriere
Švehlík begann seine Karriere 1969 bei Slovan Bratislava und beendete diese beim gleichen Verein 1982. In der Saison 1976/77 absolvierte er seinen Wehrdienst bei Dukla Prag. Mit Slovan wurde er 1970, 1974 und 1975 tschechoslowakischer Meister, sowie 1974 und in seinem letzten Jahr 1982 Pokalsieger. In der ersten tschechoslowakischen Liga kam er auf 296 Einsätze, in denen er 79 schoss.

## Internationale Karriere
International spielte er 17 Mal für die Tschechoslowakei. Bei der Fußball-Europameisterschaft 1976 in Jugoslawien wurde er mit der Tschechoslowakei Europameister. Im Spiel gegen Deutschland erzielte er einen Treffer.

## Erfolge
- 4 Mal tschechoslowakischer Meister (1970, 1974, 1975, 1977)
- 2 Mal tschechoslowakischer Pokalsieger (1974, 1982)
- Europameister (1976)